# Taperingstrip
Een taperingstrip is een farmacotherapeutisch hulpmiddel waarmee de dagelijkse dosis van een medicijn in een aantal (meestal 28) dagen geleidelijk kan worden verlaagd (het woord ‘tapering’ komt van het het Engelse ‘to taper’ wat ‘geleidelijk doen afnemen’ betekent).
De ontwikkeling van taperingstrips is een initiatief van de stichting Cinderella Therapeutics. Het idee is afkomstig van beeldhouwer Harry Leurink die het in 2004 publiceerde in NRC Handelsblad waarin het werd genomineerd voor beste idee van dat jaar. Het doel van het project Tapering is om stoppen met of dosisreductie van medicijnen zoals antidepressiva, slaap- en kalmeringsmiddelen en antipsychotica zowel makkelijker als veiliger te maken. Inmiddels zijn TAPERINGSTRIP™ hulpmiddelen gerealiseerd voor de antidepressiva amitriptyline, bupropion, citalopram, fluvoxamine, fluoxetine, mirtazapine, paroxetine, sertraline en venlafaxine, voor de antipsychotica aripiprazol, clozapine, haloperidol, olanzapine en quetiapine, voor de sedativa clonazepam, diazepam, lorazepam, oxazepam, temazepam en zopiclon, en voor morfine, tramadol, methadon en lithiumcarbonaat.

## Achtergrond
Taperingstrips maken stoppen met of dosisverlaging van medicijnen zoals antidepressiva en slaap- en kalmeringsmiddelen makkelijker en veiliger, en verlagen zo de kans op overbehandeling. De geleidelijke dosisverlaging die taperingstrips mogelijk maken voorkomt het optreden van onttrekkingsverschijnselen, of verlaagt de kans op het optreden daarvan. Als toch onttrekkingsverschijnselen optreden zullen die minder ernstig zijn. Dit is belangrijk omdat onttrekkingsverschijnselen gemakkelijk kunnen worden aangezien voor terugval: de terugkeer van de klachten waarvoor een medicijn werd voorgeschreven, zoals angst en depressie. Als dat gebeurt dan bestaat de kans dat ten onterechte wordt besloten om het medicijn te blijven gebruiken of zelfs om de dosis daarvan te verhogen, wat leidt tot overbehandeling (onnodig gebruik van medicijnen en/of gebruik in te hoge doseringen).
Uit wetenschappelijk onderzoek is bekend dat geleidelijk afbouwen van antidepressiva belangrijk is. Niet alleen om onttrekkingsverschijnselen te voorkomen, maar ook om voortijdige terugval tegen te gaan
 maar ook bij antidepressivagebruikers zelf bestaat er jarenlang een grote behoefte aan manieren om antidepressiva geleidelijk te kunnen afbouwen. In de loop der jaren zijn de problemen rondom het afbouwen steeds beter in kaart gebracht. Dit heeft geleid tot adviezen in richtlijnen om antidepressiva geleidelijk af te bouwen en tot patiëntenbrochures waarin ook patiënten dit advies kregen. Dit leidde in de praktijk echter niet tot aantoonbare vermindering van de problemen. Verantwoord afbouwen met behulp van de beschikbare standaarddoseringen van antidepressiva is moeilijk omdat de lage doseringen die hiervoor nodig zijn door de farmaceutische industrie niet worden geleverd. In de theorie kan medicatie in druppelvorm, als die beschikbaar is dit probleem oplossen, maar in de praktijk gebeurt dat niet.
Patiënten hebben in de loop der jaren geprobeerd om dit probleem zelf op te lossen, bijvoorbeeld door tabletten met een scheermesje in steeds kleinere stukjes op te splitsen of door capsules open te breken, de korreltjes daarin te tellen en iedere dag steeds wat minder korreltjes terug te stoppen. Ook in handboeken worden soortgelijke adviezen gegeven. Al deze methodes kunnen -  als ze goed worden uitgevoerd - werken, maar in de praktijk lukt dit lang niet bij alle patiënten die dit proberen.